# La Capellanía
La Capellanía är en ort i Mexiko.   Den ligger i kommunen Guadalupe Etla och delstaten Oaxaca, i den sydöstra delen av landet, 400 km sydost om huvudstaden Mexico City. La Capellanía ligger 1 657 meter över havet och antalet invånare är 474.
Terrängen runt La Capellanía är varierad. Runt La Capellanía är det mycket tätbefolkat, med 2 431 invånare per kvadratkilometer. Närmaste större samhälle är Oaxaca de Juárez, 14,8 km sydost om La Capellanía. Omgivningarna runt La Capellanía är en mosaik av jordbruksmark och naturlig växtlighet.